# Sepiolit

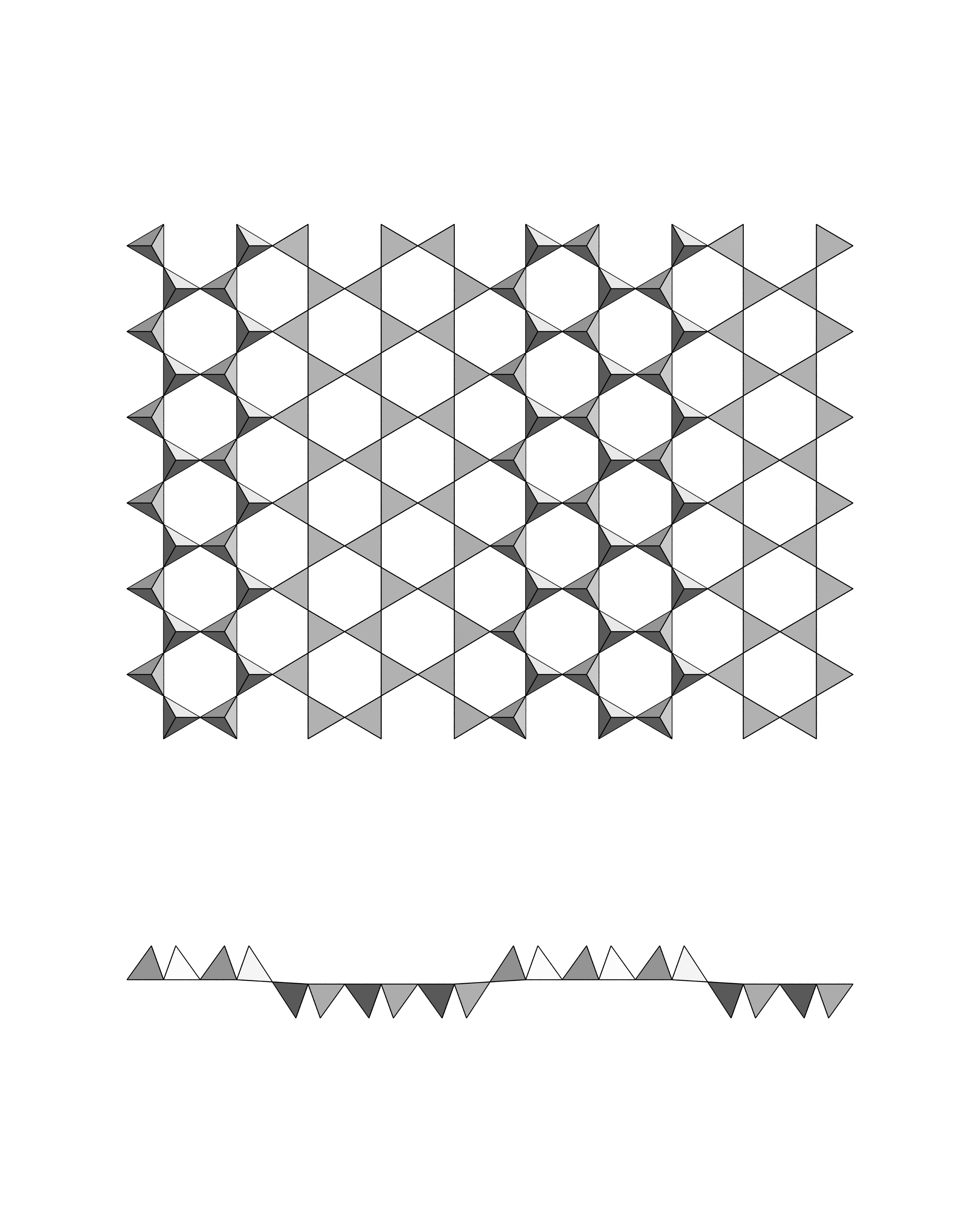
Struktura

Sepiolit (pianka morska, pierre de savon Maroc) – minerał z gromady krzemianów, zaliczany do minerałów ilastych. Minerał pospolity, szeroko rozpowszechniony w niektórych rejonach Ziemi.
Nazwa pochodzi od gr. sepia = mątwa i lithos = skała, kamień i nawiązuje do wewnętrznej muszli mątwy, do której minerał jest podobny.

## Charakterystyka

### Właściwości
Minerał nieprzezroczysty, odporny na ciepło, biały, o strukturze porowatej, podobny do gliny, twardniejący po wyschnięciu.
Tworzy drobne kryształy o pokroju włoskowym. Występuje w skupieniach porowatych o budowie ziarnistej, gruzełkowej; włóknistej – sepiolit azbestopodobny; spilśnionej – tzw. wełna górska. Tworzy także formy skrytokrystaliczne (zbite, ziemiste). Jest miękki, krajalny, przeświecający, przywiera do wilgotnych powierzchni. Czasami zawiera znaczne domieszki niklu (sepiolit niklowy) lub żelaza (sepiolit żelazowy – ksylotyl).

### Występowanie
Sepiolit jest produktem przeobrażenia serpentynitów w trakcie procesów wietrzeniowych i hydrotermalnych. Czasami spotyka się go wśród skał osadowych pochodzenia jeziornego i osadów głębokomorskich. Zawiera 63,3% związków krzemu, 27,4% związków magnezu i 9,3% wody.
Największe i najlepsze na świecie złoża sepiolitu znajdują się w Turcji, niedaleko miasta Eskişehir, w mniejszych ilościach występuje w Niemczech, Czechach, Bośni i Grecji. Występuje także w  Maroku, USA i Hiszpanii.
W Polsce w niewielkich ilościach występuje w Sudetach w okolicach Kamiennej Góry, w Masywie Ślęży – tworzy żyły z magnezytem, opalem, chalcedonem, chryzoprazem; występuje też w melafirach koło Krzeszowic.

### Zastosowanie
- w elektrotechnice[2]
- w farmacji[2]
- do wyrobu przedmiotów dekoracyjnych i użytkowych (np. fajek, drobnych ozdób i biżuterii)[1]
- produkcji środków czyszczących[2]
- jako żwirek dla kotów czy piasek kąpielowy dla szynszyli
- dodatek technologiczny do pasz zarejestrowany w UE jako (E-562), dodatek przeciwzbrylający, dodatek reologiczny stosowany do płynów przy pojeniu świń i bydła domowego
- jako absorbent: wycieków przemysłowych i chemikaliów, w oczyszczalniach jako absorbent toksyn
- do kontroli (stabilizacji) wilgotności
- jako dodatek konstrukcyjny (m.in. cementy, tynki)

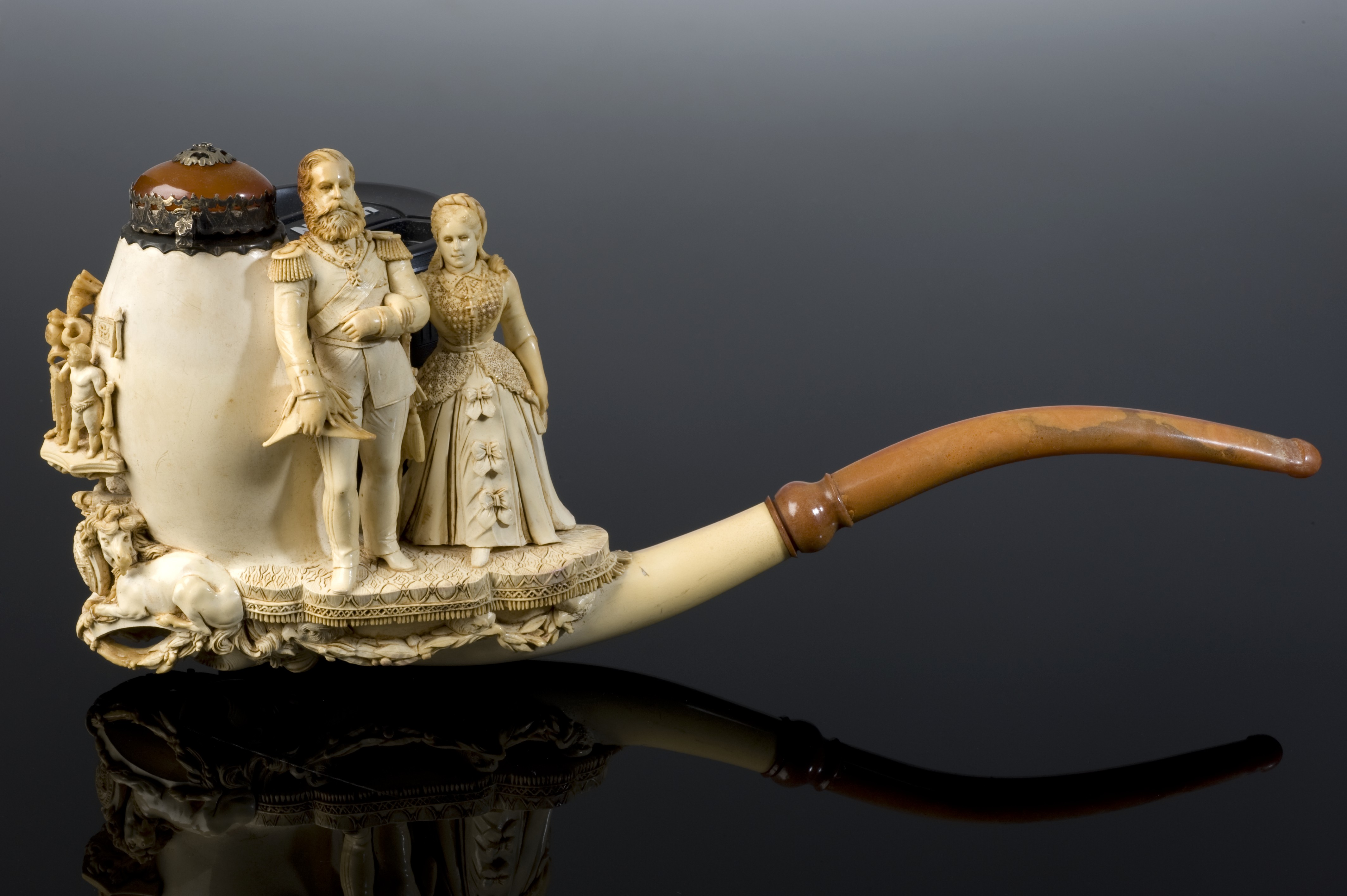
Fajka z sepiolitu